# 愛知県道387号清須下地線
愛知県道387号清須下地線（あいちけんどう387ごう きよすしもじせん）は、愛知県豊橋市清須町から同市下地町に至る一般県道である。

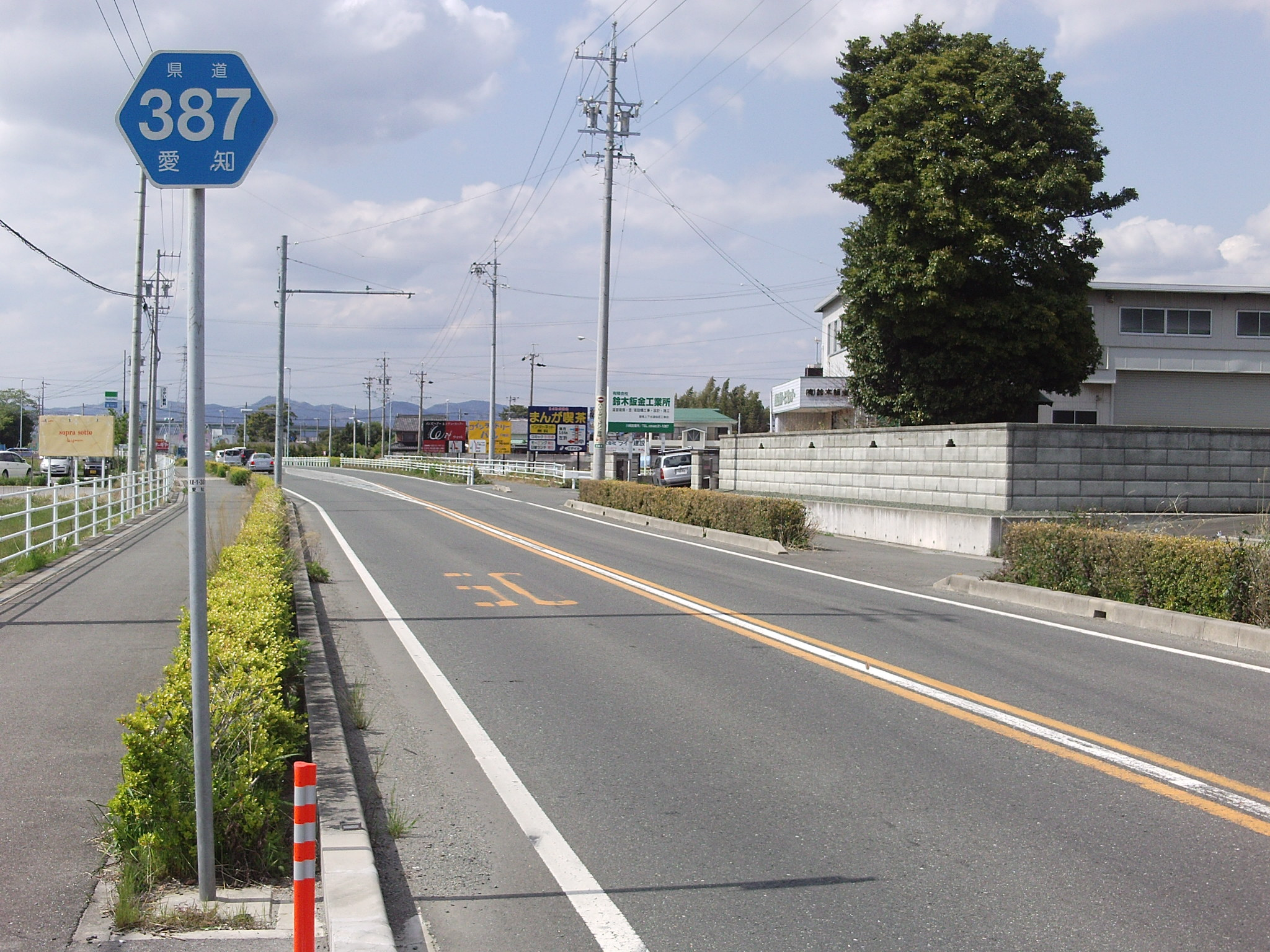
清須町から下地町まで全て豊川右岸。画像の川崎町･清須町方面は道幅が広い区間だが、横須賀町では堤防沿いで狭い生活道路。

## 概要
豊川の右岸を通って国道1号と国道23号（愛知県道386号平井牟呂大岩線経由）を結ぶ路線で、中間地点では堤防上を走る。また起点側の一部区間は上渡津橋開通後、愛知県道502号豊橋環状線・県道386号と合わせて、豊橋市の市街地と豊川市を結ぶ新ルートを形成している。

### 路線データ
- 起点：愛知県豊橋市清須町（清須町北交差点：愛知県道386号平井牟呂大岩線交点）
- 終点：愛知県豊橋市下地町（瀬上交差点：国道1号・愛知県道400号豊橋豊川線交点）
- 総距離：約3.8km

## 沿革
- 1959年12月15日 認定

## 通過する自治体
- 愛知県
  - 豊橋市

## 接続する道路
- 愛知県道386号平井牟呂大岩線（清須町北交差点）
- 愛知県道502号豊橋環状線（豊橋市川崎町地内：上渡津橋北方で分岐/合流）
- 愛知県道496号白鳥豊橋線（下地町字四ッ屋/字豊岸・豊橋北交差点間で重複）
- 国道1号（瀬上交差点：交差）
- 愛知県道400号豊橋豊川線（豊川街道）（同：直進）

## 沿線
- 豊川
- 豊橋市立津田小学校
- JR飯田線 下地駅
- 豊橋信用金庫 下地支店